# Manchester City Football Club 1900-1901
Questa pagina raccoglie i dati riguardanti il Manchester City Football Club nelle competizioni ufficiali della stagione 1900-1901.

## Maglie
| Casa |

## Rosa
| Ruolo | Nome                   |
| ----- | ---------------------- |
| P     | Walter Cox             |
| P     | Charlie Williams       |
| D     | Di Jones               |
| A     | Joe Cassidy            |
| A     | Billie Gillespie       |
| A     | Howard Harvey          |
| A     | Frank Hesham           |
| A     | Billy Meredith         |
| A     | Fred Williams          |
| --    | Herbert Dartnell       |
| --    | Alex Davidson          |
| --    | Davies                 |
| --    | George Dougal          |
| --    | Herbert Hallows        |
| --    | Billy Holmes           |
| --    | James Hosie            |
| --    | Robert Hunter          |
| D     | Peter Meehan           |
| --    | Bobby Moffatt          |
| --    | Thomas Read            |
| --    | Jimmy Ross             |
| --    | Jimmy Scotson          |
| --    | Percy Slater           |
| --    | William "Buxton" Smith |
| --    | Fred Threlfall         |